# Nationale Nucleaire-onderzoeksuniversiteit "MIFI"

Nationale Nucleaire-onderzoeksuniversiteit (Technischenatuurkunde-instituut Moskou)  (Russisch: Национа́льный иссле́довательский я́дерный университет «МИФИ́» (Московский инженерно-физический институт)). In het Russisch vaak afgekort tot: МИФИ, MIFI; en in het Engels tot: MEPhI. Is een universiteit en instituut voor technische natuurkunde in Moskou. De universiteit is gesticht in 1942 als het Moskous Mechanica-instituut voor Munitie, maar werd al snel hernoemd naar Moskous Mechanica-instituut. Het doel van de universiteit was om mensen op te leiden voor het nucleaire programma van de Sovjet-Unie. De universiteit is mede gesticht door Igor Koertsjatov. De universiteit heeft in 2009 haar huidige naam gekregen.